# (5193) Tanakawataru
(5193) Tanakawataru es un asteroide perteneciente a la familia de Temis en el cinturón de asteroides, descubierto el 7 de marzo de 1992 por Seiji Ueda y el astrónomo Hiroshi Kaneda desde el Kushiro Marsh Observatory, Hokkaido, Japón.

## Designación y nombre
Designado provisionalmente como 1992 ET. Fue nombrado Tanakawataru en honor al profesor japonés Wataru Tanaka, ejerció en el Observatorio Astronómico Nacional de Japón, se especializó en estudios espectroscópicos de planetas y estrellas de tipo tardío.

## Características orbitales
Tanakawataru está situado a una distancia media del Sol de 3,179 ua, pudiendo alejarse hasta 3,682 ua y acercarse hasta 2,676 ua. Su excentricidad es 0,158 y la inclinación orbital 2,709 grados. Emplea 2070,42 días en completar una órbita alrededor del Sol.
Los próximos acercamientos a la órbita de Júpiter se producirán el 8 de noviembre de 2046, el 21 de octubre de 2057 y el 30 de octubre de 2068.

## Características físicas
La magnitud absoluta de Tanakawataru es 11,9. Tiene 22 km de diámetro y su albedo se estima en 0,072.